# OR4K17
OR4K17 (англ. Olfactory receptor family 4 subfamily K member 17) – білок, який кодується однойменним геном, розташованим у людей на короткому плечі 14-ї хромосоми. Довжина поліпептидного ланцюга білка становить 315 амінокислот, а молекулярна маса — 35 312.
| 10         |  | 20         |  | 30         |  | 40         |  | 50         |
| ---------- |  | ---------- |  | ---------- |  | ---------- |  | ---------- |
| MEAMKLLNQS |  | QVSEFILLGL |  | TSSQDVEFLL |  | FALFSVIYVV |  | TVLGNLLIIV |
| TVFNTPNLNT |  | PMYFLLGNLS |  | FVDMTLASFA |  | TPKVILNLLK |  | KQKVISFAGC |
| FTQIFLLHLL |  | GGVEMVLLVS |  | MAFDRYVAIC |  | KPLHYMTIMN |  | KKVCVLLVVT |
| SWLLGLLHSG |  | FQIPFAVNLP |  | FCGPNVVDSI |  | FCDLPLVTKL |  | ACIDIYFVQV |
| VIVANSGIIS |  | LSCFIILLIS |  | YSLILITIKN |  | HSPTGQSKAR |  | STLTAHITVV |
| ILFFGPCIFI |  | YIWPFGNHSV |  | DKFLAVFYTI |  | ITPILNPIIY |  | TLRNKEMKIS |
| MKKLWRAFVN |  | SREDT      |  |            |  |            |  |            |

A: Аланін

C: Цистеїн

D: Аспарагінова кислота

E: Глутамінова кислота

F: Фенілаланін

G: Гліцин

H: Гістидин

I: Ізолейцин

K: Лізин

L: Лейцин

M: Метіонін

N: Аспарагін

P: Пролін

Q: Глутамін

R: Аргінін

S: Серин

T: Треонін

V: Валін

W: Триптофан

Кодований геном білок за функціями належить до рецепторів, g-білокспряжених рецепторів, білків внутрішньоклітинного сигналінгу. 
Локалізований у клітинній мембрані, мембрані.